# Nhà thờ Hồi giáo Selimiye
Nhà thờ Hồi giáo Selimiye (tiếng Thổ Nhĩ Kỳ: Selimiye Camii) là một nhà thờ Hồi giáo mang phong cách kiến trúc của đế chế Ottoman nằm ở ở thành phố Edirne, Thổ Nhĩ Kỳ. Người cho xây dựng là sultan Selim II và được xây dựng bởi kiến trúc sư Mimar Sinan giữa năm 1569 và 1575. Nó là kiệt tác của Sinan và là một trong những thành tựu nổi bật nhất của kiến trúc Hồi giáo.

## Mô tả
Nhà thờ Hồi giáo này nằm ở trung tâm của một khu phức hợp gọi là Külliye (bao gồm bệnh viện, trường học, thư viện hoặc có thể bao gồm một nhà tắm công cộng xung quanh nhà thờ Hồi giáo). Trong đó lại bao gồm cả Madrasa (Học viện Hồi giáo, chuyên dạy các bài về khoa học và Hồi giáo), một Hadis Dar-ul (trường học Al- Hadith) và dãy cửa hàng Arasta. Sinan đã sử dụng một hệ thống hỗ trợ hình bát giác được tạo ra thông qua tám cột trụ được chạm khắc tinh xảo bên trong một bức tường hình vuông bao quanh. Bốn bán mái vòm ở các góc của hình vuông cùng với những vòm từ những trụ cột nối với nhau. Mái vòm có đường kính 31.25m với cấu hình cầu kết nối với các bức tường.
Trong khi nhà thờ Hồi giáo thường bị hạn chế bởi một phân đoạn trang trí nội thất, nỗ lực của Sinan tại Edirne là tạo ra một cấu trúc đã làm cho nó có các Mihrab (mái vòm hình bán nguyệt) từ bất kỳ vị trí trong nhà thờ Hồi giáo. Nhà thờ Hồi giáo của Selim II có một mái vòm lớn và 4 tháp cao tại bốn góc. Xung quanh phần còn lại của nhà thờ Hồi giáo bổ sung bởi các thư viện, trường học, bệnh xá, phòng tắm, bếp ăn từ thiện cho người nghèo, chợ, bệnh viện, và một nghĩa trang. Những công trình phụ trợ được liên kết theo chiều dọc và được chia thành nhóm. Ở phía trước của nhà thờ Hồi giáo là một tòa án hình chữ nhật với diện tích tương đương. Tuy nhiên, sự đổi mới không đến trong kích thước của tòa nhà, mà chính là bởi nội thất của nó. Các Mihrab được bố trí đẩy vào trong tòa nhà với một không gian mang chiều sâu để cho phép cửa sổ lấy ánh sáng từ ba hướng. Điều này có tác dụng làm cho các tấm gạch của bức tường lấp lánh với ánh sáng tự nhiên. Sự hợp nhất của hội trường chính tạo thành một hình bát giác (hai hình vuông đan vào nhau) và mái vòm lớn bao phủ. Mái vòm lớn được hỗ trợ bởi 8 mái vòm nhọn, nằm tại các đỉnh của hình bát giác. Vẻ đẹp từ sự phù hợp của hình dạng hình học đan xen lẫn nhau là đỉnh điểm của kiến trúc mà Sinan đã tìm tòi suốt đời, với một không gian nội thất thống nhất.
Tại cuộc bao vây Bungari ở Edirne trong năm 1913, mái vòm của nhà thờ Hồi giáo bị trúng pháo binh của Bungari nhưng đã được xây dựng lại rất nhanh chóng sau đó. Nhà thờ và các công trình sống sót sau cuộc tấn công với thiệt hại rất nhỏ. Nhưng dưới thời Mustafa Kemal Atatürk, nó đã không được phục hồi. Một số hư hại có thể được nhìn thấy tại mái vòm trên.
Nhà thờ Hồi giáo được mô tả trên mặt trái của tờ 10.000 lira Thổ Nhĩ Kỳ, tiền giấy trong giai đoạn 1982-1995. Nhà thờ Hồi giáo Selimiye, cùng với tổ hợp xã hội külliye của nó, đã được UNESCO đưa vào danh sách di sản thế giới vào năm 2011.

## Hình ảnh

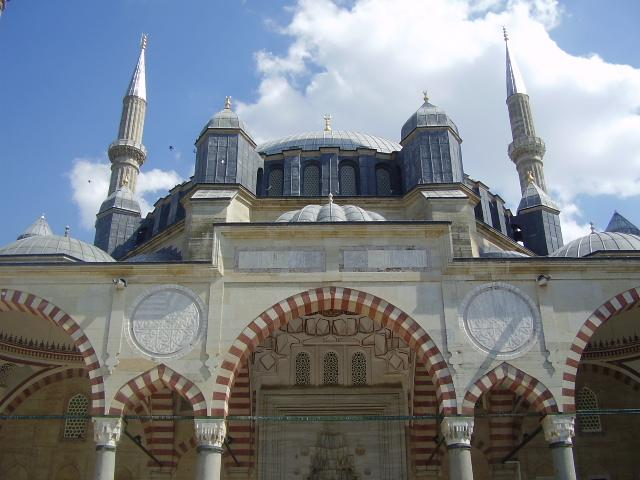
Mái vòm và các cột tháp.
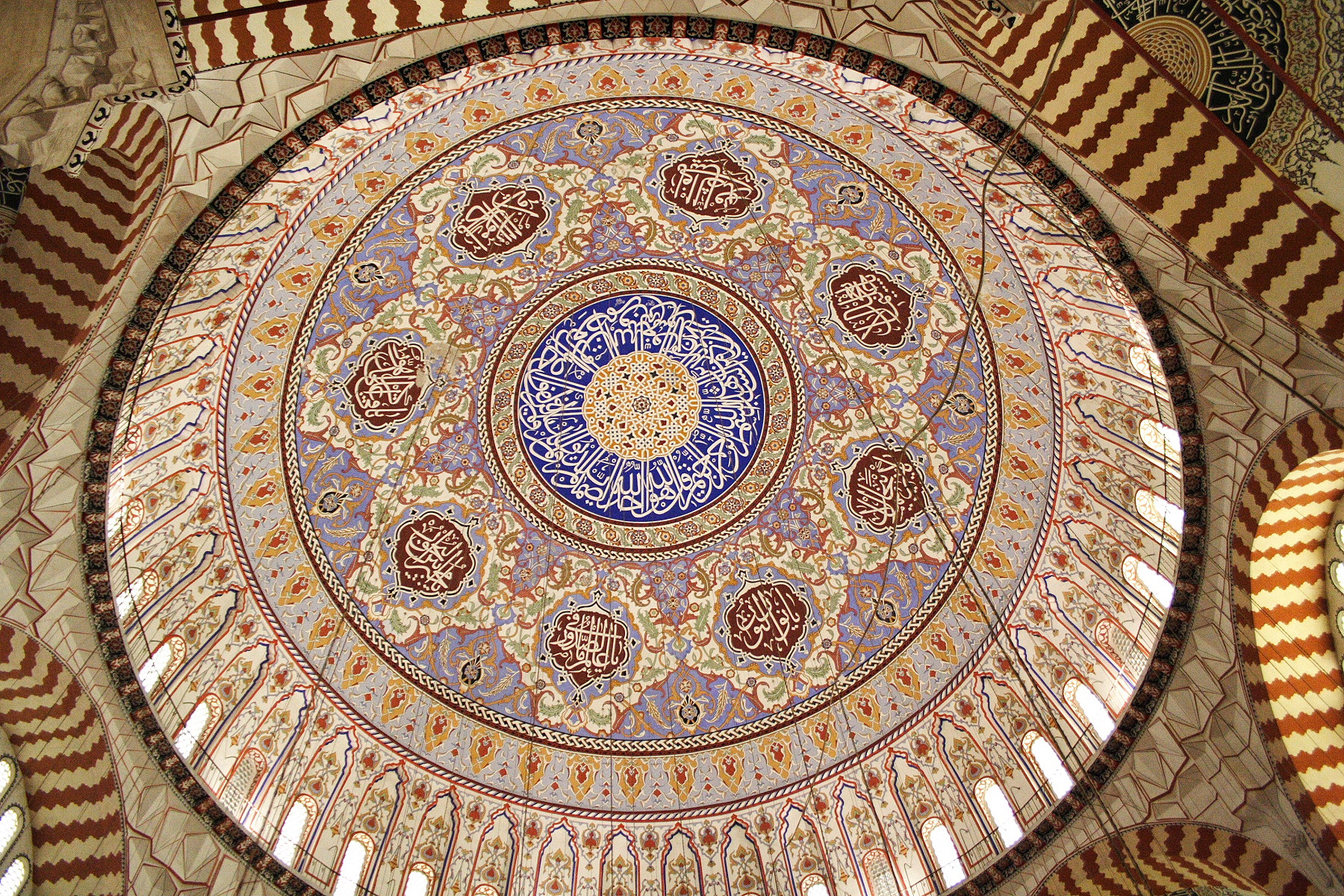
Mái vòm trung tâm, nhìn từ trong.
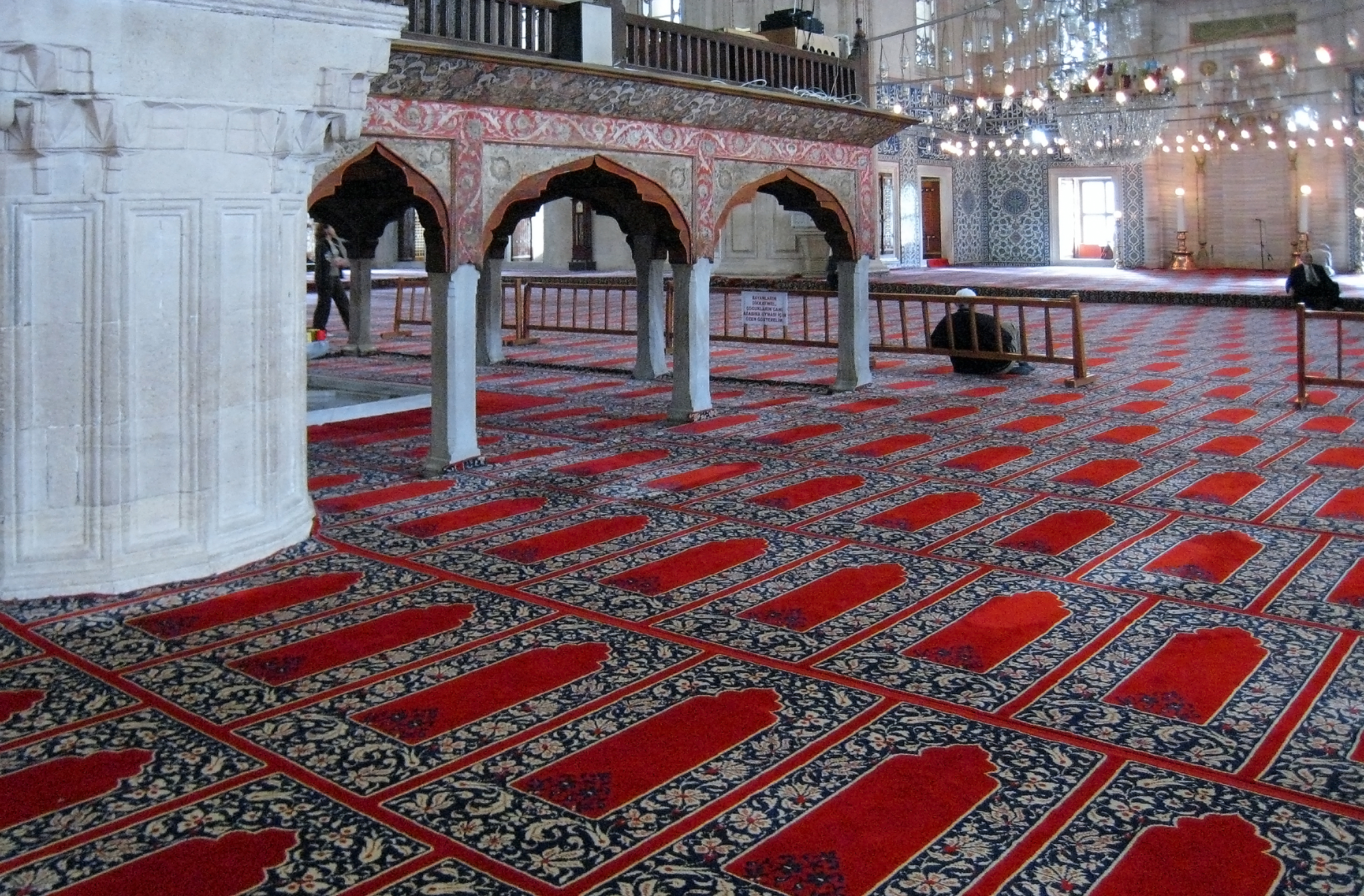
Bên trong nhà thờ Hồi giáo Selimiye.
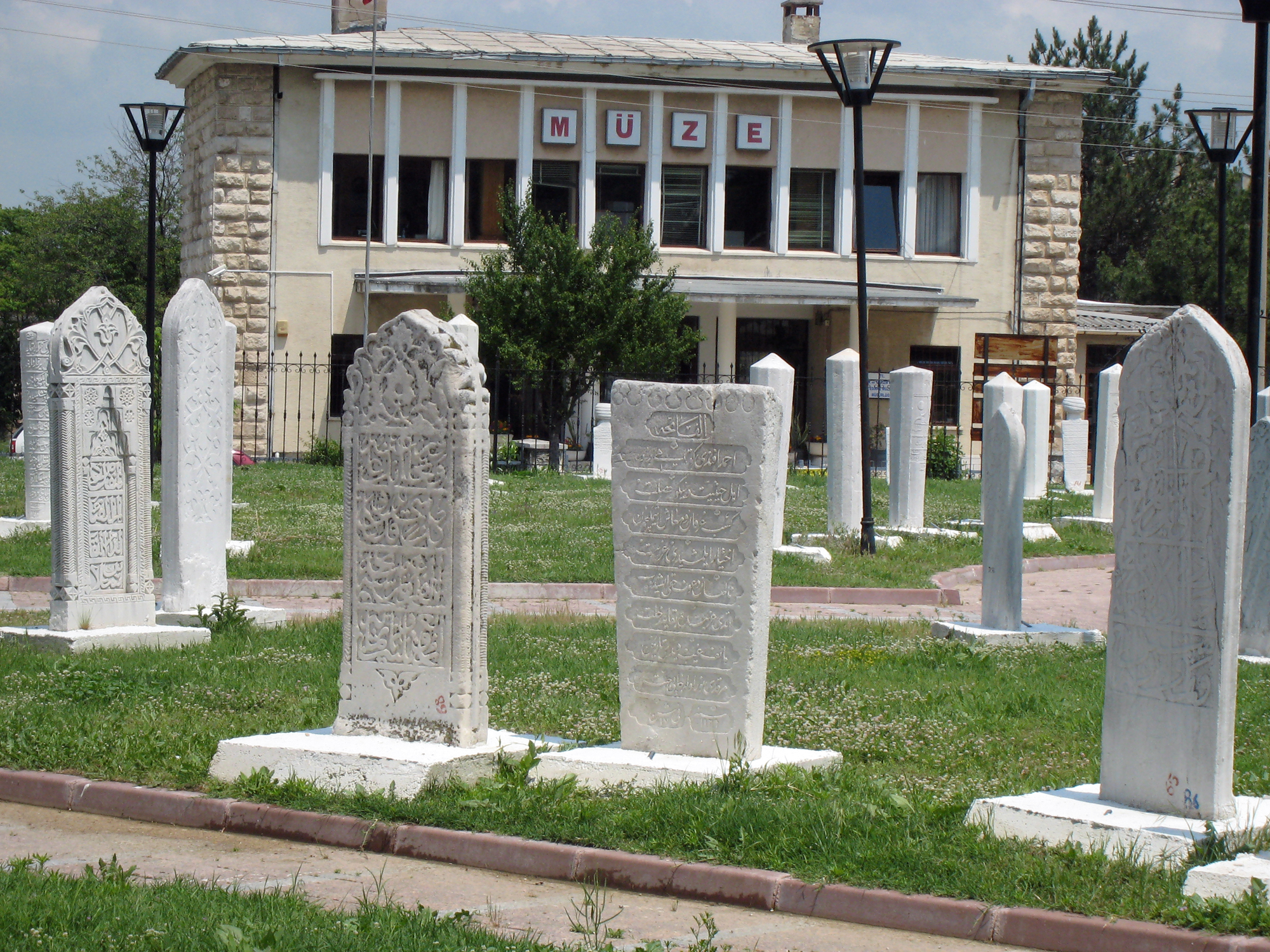
Nghĩa trang cùng viện bảo tàng.